# Мамурраш
Мамурраш (алб. Mamurrasi) — місто на півночі Албанії в окрузі Курбін області Леже.

## Розташування
У ході реформи місцевого самоврядування 2015 року місто стало підрозділом муніципалітету Курбін. Населення 2011 року становило 15 284 осіб.
Місто розташоване за 8 км (5,0 миль) від Адріатичного моря. Мамурраш знаходиться на краю албанської прибережної рівнини в області між морем та горами.
Мамурраш знаходився, до недавна, на єдиній прибережній дорозі, яка веде з центру країни до північної частини Албанії. У 2002 році було побудоване нове шосе SH1. Новий маршрут на заході звільнило Мамурраш від транзитних перевезень.

## Історія
Ця область була сильно заболочена і осушена в 20-му столітті. Навколо Мамурраша протягом тривалого часу росли великі ліси, які були відомі серед мандрівників через бандитів, що бешкетували тут. Сьогодні тільки легенди пам'ятають ці ліси.
У 2015 році Мамурраш разом із сімома навколишніми селами об'єднаний у громаду.